# Genieri
Genieri (Schreibvariante: Geniere) ist eine Ortschaft im westafrikanischen Staat Gambia.
Nach einer Berechnung für das Jahr 2013 leben dort etwa 649 Einwohner, das Ergebnis der letzten veröffentlichten Volkszählung von 1993 betrug 650.

## Geographie
Genieri liegt in der Lower River Region im Distrikt Kiang East. Der kleine Ort ist rund 1,5 Kilometer von Kaiaf entfernt und befindet sich nördlich der South Bank Road, Gambias wichtigster Fernstraße. Soma, die größte Stadt der Division, liegt rund 9,8 Kilometer in östlicher Richtung auf der South Bank Road.
Zwischen Genieri und Kaiaf liegt der 26 Hektar große Kaiaf Forest Park. Der Konowo Forest Park liegt drei Kilometer westlich von Genieri.

## Politik
Städtepartnerstadt
 Vereinigtes Königreich Yate

## Kultur und Sehenswürdigkeiten
Nach einer Auflistung des National Centre for Arts and Culture war Genieri ein Standort eines Tatos.